# Lamprolonchaea sinensis
Lamprolonchaea sinensis är en tvåvingeart som beskrevs av Mcalpine 1964. Lamprolonchaea sinensis ingår i släktet Lamprolonchaea och familjen stjärtflugor. Inga underarter finns listade i Catalogue of Life.